# Eparchia iwano-frankiwska (Patriarchat Moskiewski)
Eparchia iwano-frankiwska – jedna z eparchii Ukraińskiego Kościoła Prawosławnego Patriarchatu Moskiewskiego. Funkcje katedry pełniła cerkiew Narodzenia Pańskiego w Iwano-Frankiwsku (w 2023 r. przejęta przez wiernych Kościoła Prawosławnego Ukrainy). Wcześniej tę funkcję pełniła cerkiew Przemienienia Pańskiego w tym samym mieście.

Eparchia iwano-frankiwska na tle podziału administracyjnego UKP PM

Eparchia przejęła tradycje istniejącej w Galicji greckokatolickiej eparchii stanisławowskiej. Została powołana do życia w czasie pseudosoboru lwowskiego, po „dobrowolnej” samolikwidacji struktur Kościoła greckokatolickiego w ZSRR i przejęciu wszystkich jego parafii i świątyń przez Rosyjski Kościół Prawosławny. W pierwszym etapie istnienia nosiła nazwę eparchia stanisławowska, zmienioną po nadaniu miastu Stanisławów nowej nazwy Iwano-Frankiwsk. Po 1988 zdecydowana większość cerkwi przejętych wówczas przez Patriarchat Moskiewski ponownie przeszła w ręce odrodzonej Cerkwi greckokatolickiej lub do Patriarchatu Kijowskiego. W końcu 1990 eparchia prowadziła jedynie siedem parafii. W 2004 w skład eparchii wchodziło 28 parafii (zgrupowanych w 6 dekanatach: iwano-frankiwskim, bohorodczańskim, horodeńskim, kołomyjskim, kosowskim i rohatyńskim), natomiast w 2018 r. – 36 parafii. Po utworzeniu w grudniu 2018 r. Kościoła Prawosławnego Ukrainy liczba parafii w eparchii iwano-frankiwskiej Patriarchatu Moskiewskiego ponownie się zmniejszyła (w 2021 r. było ich 30).
Na terenie eparchii działają 3 monastery: Trójcy Świętej w Probyjniwce (męski), św. Michała Archanioła w Babiance (męski) i Opieki Matki Bożej w Tustaniu (żeński).

## Biskupi
- Antoni (Pelwecki), 1946–1957
- Józef (Sawrasz), 1957–1982
- Makary (Swystun), 1982–1985
- Łazarz (Szweć), 1985
- Makary (Swystun), 1985–1990
- Teodozjusz (Dikun), 1990–1991
- Agatangel (Sawwin), 1991
- Hilarion (Szukało), 1991–1992
- Onufry (Berezowski), 1992
- Mikołaj (Hroch), 1992–2007
- Pantelejmon (Łuhowy), 2007–2014
- Tichon (Czyżewski), 2014–2018[9]
- Serafin (Zaliznicki), 2018-2022
- Nikita (Storożuk), od 2022